# Arcidiocesi di Arusha
L'arcidiocesi di Arusha (in latino Archidioecesis Arushaënsis) è una sede metropolitana della Chiesa cattolica in Tanzania. Nel 2022 contava 624.480 battezzati su 3.128.870 abitanti. È retta dall'arcivescovo Isaac Amani Massawe.

## Territorio
L'arcidiocesi comprende per intero la regione di Arusha e i distretti di Kiteto e Simanjiro della regione del Manyara, nel nord della Tanzania.
Sede arcivescovile è la città di Arusha, dove si trova la cattedrale di Santa Teresa.
Il territorio si estende su 67.340 km² ed è suddiviso in 54 parrocchie.

## Storia
La diocesi di Arusha fu eretta il 1º marzo 1963 con la bolla Christi mandata di papa Giovanni XXIII, ricavandone il territorio dalla diocesi di Moshi. Originariamente era suffraganea dell'arcidiocesi di Dar-es-Salaam.
Il 16 marzo 1999 è stata elevata al rango di arcidiocesi metropolitana.

## Cronotassi dei vescovi
Si omettono i periodi di sede vacante non superiori ai 2 anni o non storicamente accertati.
- Dennis Vincent Durning, C.S.Sp. † (1º marzo 1963 - 6 marzo 1989 dimesso)
- Fortunatus Musyeto Lukanima † (6 marzo 1989 - 20 luglio 1998 dimesso)
- Josaphat Louis Lebulu (28 novembre 1998 - 27 dicembre 2017 ritirato)
- Isaac Amani Massawe, dal 27 dicembre 2017

## Statistiche
L'arcidiocesi nel 2022 su una popolazione di 3.128.870 persone contava 624.480 battezzati, corrispondenti al 20,0% del totale.
| anno | popolazione | popolazione | popolazione | presbiteri | presbiteri | presbiteri | presbiteri                | diaconi | religiosi | religiosi | parrocchie |
| anno | battezzati  | totale      | %           | numero     | secolari   | regolari   | battezzati per presbitero | diaconi | uomini    | donne     | parrocchie |
| ---- | ----------- | ----------- | ----------- | ---------- | ---------- | ---------- | ------------------------- | ------- | --------- | --------- | ---------- |
| 1969 | 12.350      | 312.332     | 4,0         | 20         | 1          | 19         | 617                       |         | 23        | 4         | 10         |
| 1980 | 36.000      | 524.000     | 6,9         | 34         | 6          | 28         | 1.058                     |         | 33        | 18        | 14         |
| 1988 | 68.551      | 735.195     | 9,3         | 56         | 23         | 33         | 1.224                     |         | 77        | 85        | 27         |
| 1999 | 89.250      | 855.554     | 10,4        | 85         | 30         | 55         | 1.050                     |         | 228       | 99        | 26         |
| 2000 | 104.451     | 1.001.854   | 10,4        | 86         | 31         | 55         | 1.214                     |         | 228       | 99        | 26         |
| 2001 | 143.363     | 1.179.342   | 12,2        | 106        | 28         | 78         | 1.352                     |         | 249       | 123       | 27         |
| 2002 | 147.316     | 1.212.280   | 12,2        | 97         | 34         | 63         | 1.518                     |         | 203       | 132       | 28         |
| 2003 | 158.876     | 1.408.972   | 11,3        | 109        | 38         | 71         | 1.457                     |         | 276       | 142       | 28         |
| 2004 | 170.436     | 1.605.664   | 10,6        | 110        | 42         | 68         | 1.549                     |         | 246       | 140       | 28         |
| 2006 | 193.446     | 1.705.687   | 11,3        | 86         | 42         | 44         | 2.249                     |         | 149       | 129       | 30         |
| 2012 | 496.953     | 2.296.774   | 21,6        | 127        | 48         | 79         | 3.913                     |         | 213       | 298       | 43         |
| 2015 | 536.993     | 2.707.220   | 19,8        | 121        | 40         | 81         | 4.437                     |         | 209       | 451       | 44         |
| 2018 | 555.220     | 2.781.240   | 20,0        | 137        | 58         | 79         | 4.052                     |         | 203       | 298       | 54         |
| 2020 | 587.480     | 2.942.810   | 20,0        | 139        | 60         | 79         | 4.226                     |         | 191       | 298       | 55         |
| 2022 | 624.480     | 3.128.870   | 20,0        | 124        | 52         | 72         | 5.036                     |         | 157       | 99        | 54         |